# Сен-Парду-д’Арне
Сен-Парду́-д’Арне́ (фр. Saint-Pardoux-d’Arnet) — коммуна во Франции, находится в регионе Лимузен. Департамент коммуны — Крёз. Входит в состав кантона Крок. Округ коммуны — Обюссон.
Код INSEE коммуны — 23226.

## Население
Население коммуны на 2010 год составляло 163 человека.
| 1962 | 1968 | 1975 | 1982 | 1990 | 1999 | 2010 |
| ---- | ---- | ---- | ---- | ---- | ---- | ---- |
| 256  | 245  | 217  | 181  | 186  | 150  | 163  |

## Экономика
В 2010 году среди 92 человек трудоспособного возраста (15—64 лет) 72 были экономически активными, 20 — неактивными (показатель активности — 78,3 %, в 1999 году было 65,5 %). Из 72 активных жителей работали 69 человек (39 мужчин и 30 женщин), безработных было 3 (2 мужчин и 1 женщина). Среди 20 неактивных 3 человека были учениками или студентами, 14 — пенсионерами, 3 были неактивными по другим причинам.